# Langensalzaer Kleinbahn T 2
Der Langensalzaer Kleinbahn T 2 war ein Triebwagen der Langensalzaer Kleinbahn AG. Er wurde 1939 als verstärkte Variante für den T 1 beschafft, da dessen Leistungsvermögen den Betriebsanforderungen nicht mehr entsprach.
Das Fahrzeug erhielt bei der Kleinbahnabteilung des Provinzialverbandes Sachsen die Bezeichnung T 15. Von der Deutschen Reichsbahn wurde es nach dem Krieg als VT 135 519 übernommen und bekam ab 1970 die EDV-Bezeichnung 186 013-9. Das Fahrzeug ist umgangssprachlich als Großer Wettiner klassifiziert. Es war bis 1970 im Betriebsdienst. Das Fahrzeug ist nicht mehr vorhanden.

## Geschichte

### LSK T 2
Der erste Dieseltriebwagen bei der Langensalzaer Kleinbahn AG war der T 1 der WUMAG von 1935. Seine Leistung betrug 65 PS, die für den Betrieb mit Beiwagen auf der Kleinbahn nicht ausreichte. Noch vor der Abgabe dieses Triebwagens zur Delitzscher Kleinbahn muss die Gesellschaft den T 2 gebraucht von einer anderen Gesellschaft erhalten haben. In der Fahrzeugliste ist der Eintrag erhalten, dass der Erstbesitzer nicht bekannt ist und das Fahrzeug erst 1940 zur Langensalzaer Kleinbahn AG gelangte.
Die angegebenen technischen Daten sind in der Literatur lückenhaft, daher wurden die von dem Großen Wettiner der Bahnstrecke Wallwitz–Wettin zur Grundlage gewählt. Einzelne Maße können demzufolge von dem LSK T 2 abweichen. Die ersten beiden Fahrzeuge dieser Klassifikation wurden Mitte 1937 bei der Kleinbahn Ellrich–Zorge und der Delitzscher Kleinbahn AG in Betrieb gesetzt, 1939 erhielten die Kleinbahn-AG in Genthin, die Langensalzaer Kleinbahn AG und die Kleinbahn Wallwitz-Wettin je ein Fahrzeug. 
Dieser Große Wettiner betrug fortan die Hauptlast auf der Kleinbahn. 1940 soll die Kleinbahn noch einen dritten Triebwagen beschafft haben, der von der WUMAG gefertigt war und die Bezeichnung T 29 der Kleinbahnabteilung des Provinzialverbandes Sachsen trug.

### VT 135 519
Nach 1950 wurde der T 2 als VT 135 519 bezeichnet und beim Bahnbetriebswerk Nordhausen eingesetzt. 1970 wurde er abgestellt, im selben Jahr ausgemustert und zwei Jahre später verschrottet.

## Konstruktive Merkmale
Er gehörte zu einer Serie von Triebwagen für provinzialsächsische Kleinbahnen, von denen die Waggon- und Maschinenbau Görlitz in Görlitz schon 1933 die Konstruktion erstellt hatte. Daraufhin wurden von der WUMAG, der Dessauer Waggonfabrik und Lindner mehrere Fahrzeuge für diese Kleinbahnen hergestellt.
Das Untergestell und das Kastengerippe, das außen mit 1,5 mm starkem Blech verkleidet war, bestanden aus elektrisch verschweißten Baustahlprofilen. Konstruiert waren die Fahrzeuge als Solofahrzeuge. Deshalb hatten sie anfangs keine Zug- und Stoßeinrichtung. Für den Beiwagenbetrieb wurden sie später mit leichter Zug- und Stoßeinrichtung versehen. Als Bremseinrichtung besaß er eine einlösige Bremse der Bauart Knorr, die für einen Beiwagenbetrieb vorgesehen war. Gebremst wurden die Achsen nur einseitig. Gesandet wurde die Antriebsachse mit Druckluft. Die Inneneinrichtung unterteilte sich in das Fahrgastabteil und die beiden Führerstände. Sie waren durch Trennwände und Drehtüren voneinander getrennt. Der Fußboden bestand aus Kiefernholz, das mit Linoleum belegt war. Über Klappen im Fußboden konnte die Maschinenanlage gewartet werden. Das Fahrzeug verfügte über 35 gepolsterte Sitzplätze mit Armlehnen, zur damaligen Zeit eine Verbesserung des Reisekomforts. Im Unterschied zu den Fahrzeugen der Kleinen Wettiner hatte das Fahrzeug eine Toilette.
Angetrieben wurde das Fahrzeug von dem Sechszylinder-Viertakt-Dieselmotor OM 54 von Mercedes-Benz. In den 1950er Jahren wurden die verschlissenen Originalmotoren durch den Motor EM 6-20 vom Motorenwerk Schönebeck ersetzt. Die Kraftübertragung erfolgte über das Mylius-Getriebe und ein Achswendegetriebe, das mit einer Drehmomentenstütze versehen war. Beheizt war das Fahrzeug über eine Warmwasserheizung, die so ausgelegt war, dass das Innere des Wagens bei −20 °C Außentemperatur auf +20 °C beheizt werden konnte.